# Гішам III
Абу Бакр Гішам III (*972 —1036) — останній халіф Кордови у 1026-1031 роках.

## Життєпис
Походив з династії Омеядів. Син Магомеда ібн Абдул Маліка, праонук Абд-ар-Рахмана III. Після повалення його брата халіфа Абдаррахмана IV, він втік до Аль-Бунта (Альпуенте).
У 1026 році в Кордові відбулося повстання проти влади халіфа Ях'ї ібн Алі аль-Муталі, в результаті влада того в халіфаті впала. Після тривалих перемовин між володарями тайф та валі (намісників) новим халіфом було обрано Гішама. Втім той не міг зайняти Кордову, оскільки там отаборилися берберські військовики. Як халіф прийняв тронне ім'я аль-Муттад бі-ллах («Той, хто вірить в Аллаха»).
У 1029 році Гішам III зайняв столицю держави. Намагався відновити контроль над напівнезалежними областями. Разом з тим впровадив нові податки, зокрема на мечеті, що викликало невдоволення мусульманського духівництва. Також надав численні привілеї берберам. У відповідь улеми організували змову, в результаті чого було вбито хаджіба аль-Хакама, а 1031 року халіфа повалено й запроторено до в'язниці. З цього моменту Кордовський халіфат припинив своє існування, розпавшись на самостійні тайфи.
Втім Гішаму III вдалося втекти до міста Леріда. Помер у 1036 році.